# جیانگ چائو
جیانگ چائو (چینی ساده: 姜潮؛ زادهٔ ۱۲ اوت ۱۹۹۱) همچنین با نام جو جیانگ (انگلیسی: Jo Jiang) نیز شناخته می‌شود، بازیگر و خواننده اهل چین است. او از آکادمی موسیقی معاصر پکن فارغ‌التحصیل شد و قهرمان شهر جینان در برنامه مسابقه خوانندگی سوپر بوی (۲۰۱۰) بود. او به دلیل بازی در فیلم تاینی تایمز و مجموعه تلویزیونی تابستان روباه مورد توجه قرار گرفت.